# Angular
Angular (numit și "Angular 2+" sau "Angular v2 și mai nou") este o platformă de dezvoltare web cu sursă deschisă bazată pe limbajul TypeScript. Proiectul este dezvoltat de Echipa Angular de la Google și de o comunitate de utilizatori individuali și companii. Angular este o rescriere completă, de către aceeași echipă, a frameworkului AngularJS.
Inițial, versiunea rescrisă a AngularJS a fost numită "Angular 2" de echipă, însă acest lucru a provocat confuzie printre dezvoltatori. De aceea, echipa a anunțat că "AngularJS" se va referi la versiunile 1.X și "Angular" (fără "JS") la versiunile 2 și ulterioare.

## Diferențe între Angular și AngularJS

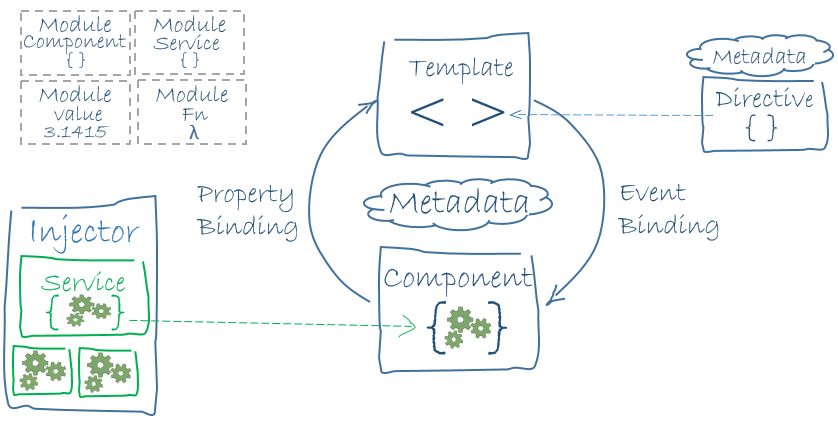
Arhitectura unei aplicații Angular. Principalele blocuri sunt module, componente, template-uri, metadate, legături de date, directive, servicii și injecții de dependențe.

Angular a fost o rescriere completă a lui AngularJS.
- Angular nu are conceptul de domeniu de vizibilitate (în engleză "scope") sau controlere, ci utilizează o ierarhie de componente ca principală caracteristică arhitecturală.[7]
- Angular are o sintaxă diferită pentru expresii, ce se concentrează pe "[ ]" pentru conectarea proprietăților și pe "( )" pentru conectarea evenimentelor[8]
- Modularitate - mare parte din funcționalitatea frameworkului a fost mutată în module
- Angular recomandă folosirea limbajului TypeScript, ce are următoarele proprietăți:
  - Programare orientată pe obiecte folosind clase
  - Tipare statică
  - Programare generică
- TypeScript este un supraset al ECMAScript 6 (ES6), fiind compatibil cu ECMAScript 5 (i.e.: JavaScript). Angular include și noutățile din ES6:
  - Programare lambda
  - Iteratori
  - bucle For/Of
  - generatori după modelul Python
  - Reflecție
- Încărcare dinamică
- Compilare asincronă a template-urilor
- Callback-uri iterative oferite prin RxJS. RxJS limitează vizibilitatea și posibilitățile de depanare ale stării s state visibility and debugging, dar aceste probleme pot fi rezolvate cu module precum ngReact sau ngrx.
- Suportă Angular Universal, o tehnologie ce rulează aplicații Angular pe server
- Are propria suită de componente de UI moderne ce merg atât pe mobil cât și pe desktop, numită Angular Material

#### Angular Universal
Angular Universal este o soluție de pre-rendare pentru Angular. Angular Universal permite redarea pe partea de server pentru site-urile web bazate pe Angular. În mod implicit, Angular redă aplicațiile în browser. Cu Angular Universal, Angular poate reda o aplicație pe server generând HTML static care reprezintă starea aplicației. Când HTML-ul este redat în browser, Angular încarcă aplicația și reutiliza informațiile disponibile în HTML-ul generat pe server.